# Севен Валис (Пенсилванија)
Севен Валис (енгл. Seven Valleys) град је у америчкој савезној држави Пенсилванија.

## Демографија
По попису из 2010. године број становника је 517, што је 25 (5,1%) становника више него 2000. године.
| Група             | 2000.       | 2010.       |
| Белци             | 482 (98,0%) | 496 (95,9%) |
| Афроамериканци    | 0 (0,0%)    | 3 (0,6%)    |
| Азијати           | 1 (0,2%)    | 2 (0,4%)    |
| Хиспаноамериканци | 3 (0,6%)    | 4 (0,8%)    |
| Укупно            | 492         | 517         |